# احمدرضا دالوند
احمدرضا دالوند (۱۳۳۷–۱۳۹۷) منتقد هنری، نویسنده و پژوهشگر هنر، تصویرگر و طراح گرافیک اهل ایران بود. وی با پورتال جامع علوم انسانی پژوهشگاه علوم انسانی و مطالعات فرهنگی و روزنامه شرق نیز همکاری می‌کرد؛ و یکی از چهره‌های سرشناس فرهنگی هنری داخل ایران بود. او به تصویرساز، گرافیست، منتقد و مدیر هنری مطبوعات مشهور بود.

## زندگی‌نامه
- او از شاگردان مرتضی ممیز، صادق بریرانی و هانیبال الخاص بوده‌است[۱] و فارغ‌التحصیل رشته گرافیک از دانشکده هنرهای زیبای دانشگاه تهران است.
- نویسنده چند جلد کتاب برای انتشارات دفتر مطالعات و برنامه‌ریزی رسانه‌ها، نشر شهر و دانشگاه تهران است.
- صدها مقاله و نقد از دالوند تاکنون منتشر شده‌است.
- دالوند نخستین منتقد هنر تجسمی بعد از انقلاب محسوب می‌شود.
- صدها اثر تصویر سازی او در سال‌های پس از انقلاب در مطبوعات مستقل و معتبر به چاپ رسیده‌است.
- توکا نیستانی معمار، طراح و کاریکاتوریست، دربارهٔ احمدرضا دالوند، در سایت " توکای مقدس " چنین اظهار عقیده می‌کند و می‌نویسد: دالوند طراح بی نظیری است و قلمی عالی در نوشتن دارد که به همراه دانشش از هنر منتقدی تیزبین از او ساخته‌است.
- مسعود خیام، نویسنده، دربارهٔ تصویر سازی‌های دالوند و همکاری در ماهنامه آدینه در دهه ۶۰ در بروشور گالری سیحون چنین می‌نویسد: " اکنون ما هر دو از آدینه بیرون آمده‌ایم. مقالات تو، خوانده شد یا نشد، تاریخ مصرف خود را داشت و تمام شد. ایلوستراسیون‌های دالوند اما، با خلاصی از شر " داستان"، مفاهیم هنری خود را یافته و زندگی مستقل خود را آغاز کرده‌است ".
- علی اصغر قره باغی نویسنده، مترجم و منتقد هنر، در ماهنامه گلستانه (شماره ۲۲–۲۳ آبان و آذر ۱۳۷۹) در مقاله‌ای تحت عنوان " تک گفتاری‌های رندانه " دربارهٔ احمدرضا دالوند می‌نویسد: "دالوند یک جا طراح و نقاش است و جای دیگر گرافیست و تصویر ساز. یک جا معمار صدا و گفتار است و جایی دیگر تصویرکننده بازتاب‌های فلسفی و باز… و در ادامه می‌افزاید: اکثر طرح‌های دالوند، به سبب ماهیت پرتوانی که دارند مستقل از ادبیات جلوه می‌کنند، در نهایت شکل قرائتی فردی از یک متن را دارند و آن قدر قائم به ذات هستند که بدون تاریخ مصرف در یک نگارخانه به عنوان آثار هنری مستقل به تماشا گذاشته شوند."

## فعالیت‌ها و آثار

### فعالیت‌های بین‌المللی
- سال ۱۹۹۲، طراح برگزیده کتاب سال گرافیک اروپا.
- طراح ممتاز سمپوزیوم بین‌المللی طراحی ژاپن / ۱۹۸۹.[۲]
- طراح برگزیده روزنامه «یومیوری شیمبون / ژاپن» - ۱۹۹۰
- همکاری با مجله «ویتی ورلد» آمریکا به عنوان طراح۱۹۸۸–۱۹۸۹

### فعالیت‌های داخلی
- دالوند سال‌ها در دفتر مطالعات و برنامه‌ریزی رسانه‌ها و برخی دانشگاه‌های کشور تدریس کرده
- در مراکز متعدد فرهنگی به برپایی دوره‌های آموزش پیشرفته زیبایی‌شناسی مانند سلسله درس‌های -چشم متفکر - در فرهنگستان هنر، و همچنین در سایر مراکز هنری و فرهنگی.
- برپایی ورک شاپ‌های تخصصی: اقتصاد هنر، بررسی‌های تخصصی در موضوعات متنوع هنر، و …

### طراحی نشان‌واره
- نشان‌نوشت مؤسسه اعتباری توسعه، نشر ثالث - نشر نکته - نشر برتر، نشر شهریار.
- نشان‌واره ماهنامه گلستانه، ماهنامه مدیریت ارتباطات، ماهنامه وب، روزنامه وقایع اتفاقیه (دوره نخست)، روزنامه حیات نو، روزنامه اقتصاد پویا، روزنامه شهروند، هفته‌نامه آتیه و هفته‌نامه جوان.
- همچنین طراحی ساختار صفحات روزنامه‌ها و ماهنامه‌های متعدد در طی بیش از ۲۵ سال گذشته بوده‌است.
- احمدرضا دالوند در سه دهه گذشته با نشریات متعددی به تناوب به عنوان تصویرگر، مدیر هنری، نویسنده، و گاه به عنوان سردبیر همکاری داشته‌است.

### ماهنامه‌ها
- ماهنامه آدینه (به سردبیری سیروس علی‌نژاد) به عنوان ایلوستراتور و نویسنده.
- ماهنامه دنیای سخن (به سردبیری هوشنگ حسامی) به عنوان ایلوستراتور و نویسنده.
- ماهنامه صنعت حمل و نقل (به سردبیری عمید نائینی) به عنوان مدیر هنری و ایلوستراتور.
- ماهنامه ایران فردا (دوره نخست در زمان حیات عزت‌الله سحابی) به عنوان مدیر هنری و ایلوستراتور.
- ماهنامه فیلم (به سردبیری هوشنگ گلمکانی) به عنوان ایلوستراتور و نویسنده.
- ماهنامه گلستانه / به عنوان نویسنده، مدیرهنری و ایلوستراتور.
- ماهنامه تدبیر (به سردبیری محمدمهدی فرقانی) به عنوان مدیر هنری و ایلوستراتور.
- ماهنامه اقتصاد انرژی (به سردبیری علیرضا فرهمند) به عنوان مدیرهنری و طراح گرافیک.

### فصلنامه‌ها
- فصلنامه تخصصی رسانه (به سردبیری محمدمهدی فرقانی - شعبانعلی بهرام پور- محمد سلطانی فر) به عنوان نویسنده و مدیر هنری.
- فصلنامه هنر فردا / Art Tomorrow (علیرضا سمیع آذر/ کشمیر شکن) به عنوان نویسنده.
- فصلنامه اقتصاد کشاورزی (به سردبیری جمشید ارجمند) به عنوان ایلوستراتور.

جنگ نقاشی ایران : انتشارات گردون، گروه سردبیری : رویین پاکباز، احمدرضا دالوند، فریده لاشایی.

### روزنامه‌ها
- روزنامه جامعه (۱۳۷۶) به عنوان مدیرهنری که منجر به تغییرشکل و فرمت روزنامه‌های فارسی‌زبان شد. به سردبیری: ماشاا… شمس الواعظین.
- روزنامه ایران به عنوان مدیر هنری و نویسنده (اواخر دهه ۷۰ تا نیمه دهه ۸۰). به سردبیری: کسری نوری.
- روزنامه شهروند شرکت در پروژه راه اندازی/ مدیرهنری و نویسنده (۱۳۹۲). به سردبیری کسری نوری.
- روزنامه شرق (همکاری آزاد) به عنوان نویسنده و منتقد.
- روزنامه اعتماد به عنوان نویسنده و منتقد.

### نویسندگی آزاد
- نویسندگی در شمار زیادی از روزنامه‌های کشور.

### ستون نویسی
- ستون‌نویس روزنامه تهران امروز. ستون‌نویس روزنامه آسیا. ستون‌نویس روزنامه شهروند. ستون‌نویس روزنامه شرق. ستون‌نویس روزنامه وقایع اتفاقیه.

### سوابق حرفه‌ای در گرافیک و تبلیغات
- طراح تبلیغاتی گروه بازاریابی ماهنامه صنعت حمل و نقل / طراح گرافیک در شرکت تبلیغاتی نقشینه (اواخر دهه ۶۰) / طراح و مدیرهنری شرکت بین‌المللی «یونیله ور» هلند در ایران.
- طرح و مدیرهنری شرکت رایان سایپا / طراح و مدیر هنری شرکت تبلیغاتی کانون آگهی ایران.
- همکاری آزاد با تعدادی شرکت‌های تبلیغاتی، به عنوان: طراح گرافیک، مدیر خلاقیت، عضو اتاق فکر.

### نمایشگاه‌های انفرادی
- تالار میرملاس ۱۳۵۶.
- گالری سیحون (دو نوبت ۱۳۷۰. ۱۳۷۸).
- نمایشگاه انفرادی / تالار دریای نور، هتل استقلال / همایش سراسری مدیران صنایع ۱۳۷۵.
- نمایشگاه ایلوستراسیون در محل کتابخانه دفتر مطالعات و تحقیقات رسانه‌ها.

### نمایشگاه‌های گروهی
- نمایشگاه گروهی نقاشان معاصر ایران در گالری سیحون ۱۳۷۲.
- نمایشگاه بزرگ هنرمندان معاصر ایران درمحل نمایشگاه‌های بین‌المللی تهران
- نخستین بی ینال طراحان گرافیک ایران.
- نمایشگاه گروهی طراحی (طرح در برابر طرح) گالری هما.
- نمایشگاه گروهی نقاشی گالری آبتین.

## آتلیه شخصی
دالوند در دو دهه گذشته در آتلیه شخصی آزادانه به نقاشی و طراحی و همچنین به نویسندگی و پژوهش مشغول است.

## درگذشت
احمدرضا دالوند روز دوشنبه ۱۹ آذرماه ۱۳۹۷ ساعت ۲ بامداد بر اثر بیماری دیابت در منزل شخصی خود درگذشت.